# Ламберт II де Ланс
Ламберт II де Ланс (англ. Lambert II de Lens; умер в 1054) — младший брат Евстахия II Булонского, граф Ланса, женатый на сестре Вильгельма Завоевателя.

## Биография

### Правление
Ламберт II был младшим сыном Евстахия I, графа Булони, и Матильды, дочери Ламберта I, графа Лувена. После смерти отца в 1049 году его старший брат Евстахий II унаследовал Булонское графство на побережье Ла-Манша, тогда как Ламберту II достался город Ланс с окрестностями, образовавшие небольшое графство под сюзеренитетом Фландрии.
В 1053 году в Верхней Нормандии вспыхнуло крупное восстание баронов против нормандского герцога Вильгельма Незаконнорождённого, впоследствии — завоевателя Англии. Пикардийская и фландрская знать также приняла активное участие в восстании. Но если Ангерран II, граф Понтье, и Евстахий II, граф Булони, выступили на стороне мятежников, то Ламберт II и Бодуэн V Фландрский поддержали герцога Вильгельма. В октябре 1053 года восставшие были разбиты нормандскими войсками, а Ангерран II погиб. Его вдова, Аделаида Нормандская, сестра герцога Вильгельма, вскоре была выдана замуж за Ламберта II, что должно было скрепить нормандско-фландрский союз. Этот брак принёс Ламберту графство Омальское в северной Нормандии.
Оставаясь верным союзником Фландрии, в 1054 году Ламберт II принял участие в отражении агрессии императора Генриха III, осадившего Лилль. Однако в одном из боев Ламберт был убит. После его смерти Ланс отошёл к его старшему брату Евстахию II Булонскому, а немного позднее был закреплён за Фландрией, тогда как Омаль остался во владении супруги погибшего графа Аделаиды Нормандской.

### Брак и дети
От брака с Аделаидой Нормандской (ум. ок. 1090), сестрой Вильгельма Завоевателя, герцога Нормандии и, впоследствии, короля Англии, Ламберт II имел единственную дочь:
- Юдита Лансская (ум. после 1086), замужем (1070) за Вальтеофом (ум. 1075), графом Нортумбрии. Дочь Юдиты и Вальтеофа Матильда Хантингдонская стала позднее женой шотландского короля Давида I, и, таким образом, Ламберт II является предком всех последующих королей Шотландии и Великобритании.